# Nicolás Lodeiro
Nicolás Lodeiro, né le 21 mars 1989 à Paysandú en Uruguay, est un footballeur international uruguayen qui joue au poste de milieu de terrain au Club Nacional.

## Biographie
Il a été appelé pour la première fois en équipe d'Uruguay pour les matchs de barrages des qualifications à la Coupe du monde de football 2010.
Il fut le premier joueur exclu lors d'un match de la Coupe du monde 2010.
Le 18 juillet 2012, il quitte l'Ajax Amsterdam pour le club brésilien de Botafogo.

### En sélection
Nicolas Lodeiro commence sa carrière internationale le 15 novembre 2009 lors d'une rencontre contre le Costa Rica comptant pour les barrages du Mondial 2010 soldée par une victoire 1-0. 
Il est convoqué pour disputer la Coupe du monde 2010, les Uruguayens perdront en demi-finale contre les Pays-Bas sur le score de 3-2. La Copa América 2011 a un bien meilleur goût pour Lodeiro et l'Uruguay puisque la nation sera championne de l'édition. 
Lodeiro est convoqué en 2012 pour participer aux Jeux olympiques à Londres. Lors de la Coupe des confédérations 2013, les Uruguayens s'inclinent en demi-finales contre le Brésil. Un an plus tard, il est convoqué pour disputer la Coupe du monde 2014 où les Uruguayens sont éliminés en huitièmes de finales par la Colombie sur un doublé de James Rodríguez.
Nicolás Lodeiro participe ensuite à la Copa América 2015 où l'Uruguay sera éliminée en quarts-de-finale par le Chili, futur vainqueur de la compétition. Il enchaîne lors de la Copa América Centenario, la Celeste sortant durant les phases de poules. Il est convoqué lors de la Copa América 2019, les Uruguayens seront éliminés en quarts-de-finale par le Pérou aux tirs au but.

## Palmarès
Nacional Montevideo
- Champion d'Uruguay en 2009

 Ajax Amsterdam
- Champion des Pays-Bas en 2012
- Vainqueur de la Coupe des Pays-Bas en 2010

 Boca Juniors
- Champion d'Argentine en 2015
- Vainqueur de la Coupe d'Argentine en 2015

 Sounders de Seattle
- Vainqueur de la Coupe MLS en 2016 et 2019
- Vainqueur de la Ligue des champions de la CONCACAF en 2022

### En sélection
Uruguay
- Vainqueur de la Copa América en 2011
- Quatrième de la Coupe du monde en 2010
- Quatrième de la Coupe des confédérations en 2013